# Kumano
Kumano (jap. 熊野市  Kumano-shi) – miasto w Japonii, w prefekturze Mie, w środkowej części wyspy Honsiu.

## Położenie
Miasto leży w południowej części prefektury Mie nad Oceanem Spokojnym. W prefekturze Mie sąsiaduje z miastem Owase i miasteczkami Mihama oraz Kihō. W prefekturze Nara ze wsiami: Kamikitayama, Shimokitayama, Totsukawa oraz Shingu i wsią Kitayama w prefekturze Wakayama.

## Historia
- 3 listopada 1954 – utworzono miasto miasteczka Kimoto oraz wsi Arasaka, Araka, Tomari, Arii, Kamikawa, Gokyo i Asuka.
- 1 marca 1955 – do miasta dołączono wsie Nishiyama, Iruka i Kamikawa.
- 1 listopada 2005 – do miasta przyłączono miasteczko Kiwa.

## Miasta partnerskie

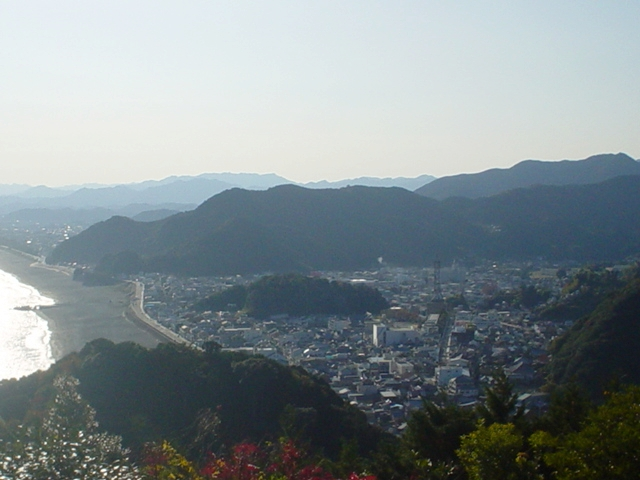

- Włochy: Sorrento